# AV女優
AV女優（エーブイじょゆう）は、アダルトビデオ (Adult Video) に出演する性行為専門の女優。非アダルト系メディア出演時はセクシー女優と言い換えられることがある。
本項は日本のアダルトビデオ女優について記述し、特記無き場合は日本の状況である。

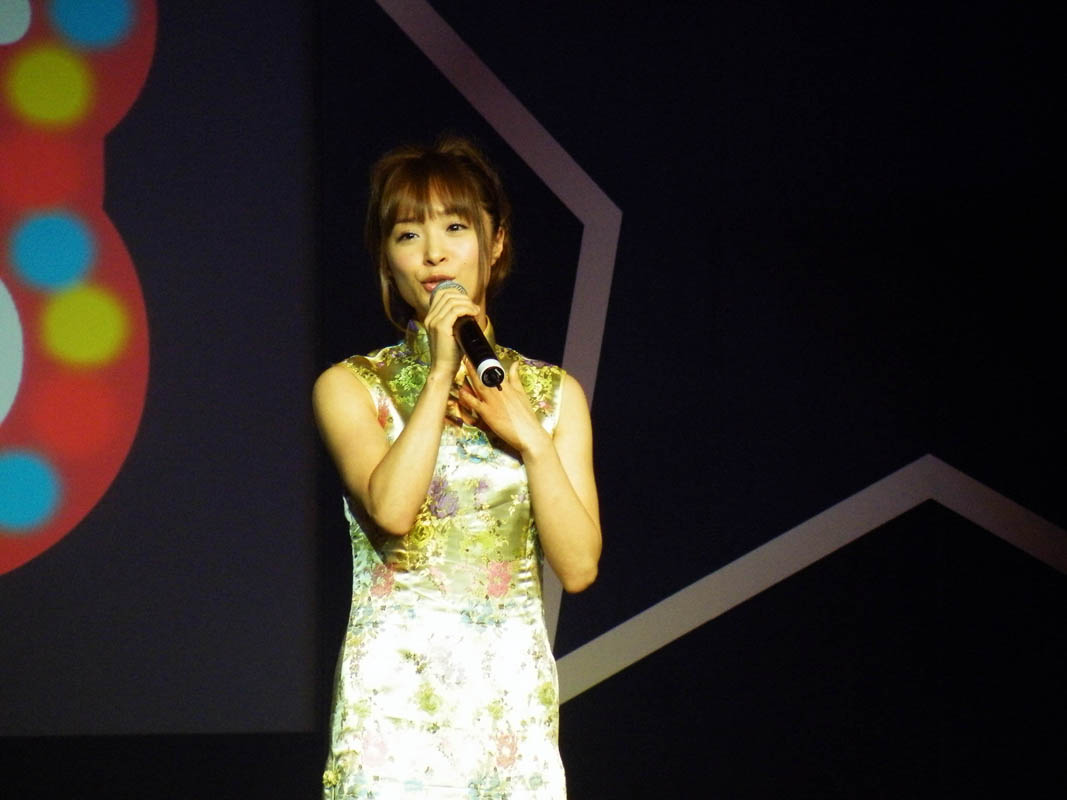
みひろ（現・金子みひろ）。単体女優としてAV活動中に演技力が認められ、一般芸能界へ進出した。

## 概要
AV女優はビデオカメラの前で演技を要求されることも多いが、映画やドラマの俳優などとは異なり、特別な演技訓練などを必要としない。性的な表現をいかにこなすかについては大切なところであり、作品の出来にとって重要な要素である。
1985年頃人気を博した黒木香はアサヒ芸能のインタビューの中で「カメラの前で行っていることは、自身にとってはセックスではなくパフォーマンスである」と語り、「あくまで性表現なのであって、演技ではない」と語った。
作品撮影時の性行為は原則としてコンドームを用いて行い、村西（2011）は、特記無き場合暗黙の了解として性行為は3回まで、としている。かつて多く見られていた疑似本番は後述する。
AV女優はその性質上から、基本的に所属事務所が考案した芸名が付与され、本名で活動することは無い。誕生日や出身地も架空あるいは事実と異なるものである場合が多い（後述も参照）。
一説によると、1年間で3000人のAV女優がデビューすると言われ、2011年時点では女優の数は全体で延べ20万人にものぼると言われる。2022年5月にAV人権倫理機構・河合幹雄が示したデータでは1年間の実働女優数は2000人、その過半は半年以内に引退状態となっている。2018年2月から2022年3月までに延べ551人の女優から、2万8199本の作品を配信停止などの措置依頼があった。
21世紀（2001年）突入以降の環境の変化として、
- DVD化、ビデオ・オン・デマンドによる作品の長時間化。
- インターネットの普及（ファン同士の情報交換、オンラインストアの購入者による商品評価によって作品の評判がすぐ広まる）。
- 過激化。

が挙げられる。
2000年代までは職業差別や世間的後ろめたさの意味もあり、親類から絶縁される事例もあったが、元AV女優のライター、たかなし亜妖によれば、2022年時点では親公認の女優も多く、これは女優がかつてより現役キャリアが伸び、熱意などを認めざるを得ない状況になる事例が多くなった。当然ケースバイケースであり、かつてのように修羅場のようになる事例もあるものの、活動の長い女優に関しては、ほぼ100%親公認だと筆致。「デビューで友人すべてを失う」のも過去の話であると記述している。
2020年以降はSNSなどの発達で女性ファンがAV女優を応援する事例も増え、AV女優に限らず「推しの決め方がジャンルレスになった」とモデルプレス・高須良太は分析している。

## 分類と呼称
AV女優はおおよそ、人気のある順に「単体女優（専属女優）」「企画単体女優」「企画女優」に分類できる（詳しくは後述）。
2000年以降、アイドル的な売り方をしている女優が多くなり、18 - 25歳くらいまでの単体女優や企画単体女優は、AVアイドル、アイドル女優と呼ばれることもある。さらに、タレント的な活動をしている女優の場合にはAVタレント、数年にわたって一定の知名度を得ている人気女優にはAVクイーンなどと呼ばれることもある。明確な定義はないが、30代以降は熟女と分類されるようになる。
一般メディアでは2000年前後からセクシー女優と呼称されることが多くなり、2020年以降はコンプライアンス判断から艶系女優、性ビデオ女優とも記述される。
2025年8月現在、AV新法の影響などにより「単体・キカタン・企画」の分類が崩れつつある（詳しくは後述）。

## 批判
AV女優については様々な批判がなされるが、世界各国の保守的な人物や、キリスト教、イスラム教、ユダヤ教徒からは「低俗だ」と批判されることがあり、中華人民共和国ではイベントを行ったAV女優に玉子が投げつけられる事件が発生した。
アダルトビデオの流通が禁止されている国家もある。敬虔なイスラム教徒が人口の大多数を占めるインドネシアでは、2000年頃から日本のAVが流通し始め、供給が追いつかないほどの人気であるが、その一方でイスラム教徒を中心に批判する声があり、2009年に首都ジャカルタにある映像制作会社が、日本のAV女優を映画の主役に起用しようとしたところ、デモ活動の抗議行動が起こって計画が頓挫した。
AV女優の性行為は「売春ではないか」との批判もあるが、売春防止法で問題になるのは、提供された側から金銭を得ることであり、女優・男優共に企業から出演料をもらう形のAV撮影は売春には当たらないとされている。出演料であるので管理売春にも当たらないとされる。さらに、弁護士の奥村徹は、不特定の相手との性交が売春と規定されているため、事前に相手の素性がわかっているAVでは、売春に該当しないと見解を明かしている。弁護士の小倉秀夫も「AV撮影の過程で本番をやっても通常これに含まれない」と指摘。2022年に成立したAV出演被害防止・救済法では「出演契約は、性行為映像制作物ごとに締結しなければならない」と契約における「不特定」性を排除している。

## 報酬と待遇
大半のAV女優はAV事務所（AVプロダクション）に所属しており、マネージメントされる立場にある。
AV女優は労働者派遣法の有害業務にあたることから、労働者ではなく個人事業主として扱われる。一般的にAVメーカー（制作会社）からの出演依頼を取り付け、初めて撮影となり収入が得られる。
新人のAV女優は仕事を得るためにマネージャーと共にメーカー回りをして、ようやく仕事（収入）が得られる。
このメーカー回りのことを、AV業界用語では「面接回り」というが、一般的の「オーディション」と同義である。つまり、メーカーの存在無くしては存在しえない職業であり、この部分で労働者的な側面のある職業となっている。プロダクションはマネージメントだけでなく、撮影現場でのトラブルの解決も重要な仕事の一つである。
マネージメント料は高額で、村西（2011）は折半としているが、いのうえ（2002）は事務所7割、女優3割が多く、中には折半も見られるとしている。中村（2012）は折半は良心的な方であり、60 - 70%はプロダクションに流れるとしている。プロダクションから独立して独自にAVメーカーと契約することも可能だが、適切な出演料を提示できなかったり叩かれてしまうなど困難が多い。ただし、企画女優においては長期間、成功しているケースもみられる。桃宮ももは事務所の許可を得てフリーとして活動しており、「自分で営業して取った仕事のギャラは100対0で入るが、中々仕事がないのでアルバイトしている」と語っている。
門倉貴史による「風俗産業で働く女性の時給ランキング（2006年版）」によると、風俗産業の中でもAV女優の時間あたりの給料が最も高い。トップは「単体もの」のAV出演で時給3万1000円 - で、「単体もの」は1回のビデオ出演毎に80万円 - 150万円程度のギャラを受け取れるという。撮影現場で拘束される時間は2日程度になるから、時給に換算すると1万7000円 - 3万1000円程度。ただし、AV業界には、「出れば出るだけ価値が下がる」という法則があると言われる。峰なゆか、小室友里も同様の指摘をしている。
「職業としてのAV女優」の著者・中村淳彦によると、志望者数の増加などで競争率が上がっており、供給は高い状態だが容姿の採用条件は厳しくなる。
一方で、学歴や教養、資格が不要で健康保険や厚生年金、労災保険がない個人契約のため、その待遇は悪化傾向であり、企画女優では複数回の本番を行う場合でも、プロダクションの取り分を引いた手取りが時給換算で2000円といった例も見られるようになった。
前述の峰によれば、一時期と比べAV1作品あたりの売上本数が減り、制作費と同様にAV女優の出演料も低下している。進行形で出演料は下がり続けている。
AV女優人口が増え、1人あたりの仕事量が減ったことも背景として挙げている。中村（2012）によれば出演料は辛うじて横ばいであるものの、長引く不景気により作品のクオリティや内容の過激さが要求されるため、AV女優の仕事内容も以前より過酷となってきている。年々悪化しており、アルバイトしながら続ける者や自主制作する者もいる。
個人事業主であることから、確定申告など税金周りは一部を除き各個人で行う。事務所には必ず税理士がついており、事務所の紹介を通して申告するケースが多いので、有名女優になればなるほど納税を怠る率は著しく低い。
元AV女優の神野藍は確定申告は女優業として提出していた。
東京都に所在地を置く製作会社「ミルキーキャットドットコム」の出演女優の募集案内文を見ると、1作品の撮影に対する報酬として8万円 - 10万円現金を支払うと紹介している。

## 待遇
中村淳彦は著書の中で、以下のように言説している。かつては社会の底辺といった扱いで、女性にとって最後の手段とも取られていたこのAV女優という職業は、近年そのネガティブイメージは薄まってきており、業界も近年は法的に健全化してきている。それに伴いAV女優志願者も増え、AV女優の質は概して向上してきている。
それに伴い競争率も高くなり、かつてままみられた精神疾患・人格障害、あるいは幼少期の（性的）虐待経験などを持つAV女優を起用する例は少なくなってきている。自身および家族の生活費、学資等を稼ぐためにAV女優となる者は存在する。競争過多から、その裏稼ぎは、単体女優でも、マスク、パーツ、美形など選ばれた一部の者に限られている。ほとんどの者は不採用になるため、普通のアルバイトで学費などを稼ぐ。
プロダクションはかつてに比べれば健全化し、ギャラなどもある程度は明らかにされるようになってきている。学歴や教養を求められることはなく、法的知識も求められることもないため、それを逆手にとってギャラの持ち逃げや、AV女優に偽って劣悪な撮影現場に送り出すなどといった例もある。過度のSMプレイにより刑事事件となった事案（バッキー事件）もある。
アナル、スカトロ、ハードSMは心身に負担をきたすハードルの高い撮影であることから3大NGプレイと呼ばれ、未解禁のまま引退する女優が大半である。会社のイメージのために、在籍女優全員に3大をやらせないという事務所もあるほどで、3大プレイすべてを解禁している女優は全体の3割にも満たない。一方でこのジャンルに特化するコアな女優も存在する。
AV女優になる理由は様々であるが、AV人権倫理機構が行なった2021年のアンケートデータによれば、自分から応募が68.4%、スカウトが8.4%、関係者に知り合いがいた・知人に勧められたなどが8.4%となっている。2025年の佐々木チワワ、蒼井そらはスカウトと一口に言っても時代により変化が生じていることに言及。佐々木は「かつては路上スカウト、今はSNSでのスカウトが増えた」と記述。スカウトマンの役割がかつてとは異なっており「より良い働き口を探す女の子側からスカウトへとコンタクトを取ることが主流となっている」と指摘した。

## 出演強要と高額違約金訴訟
アダルトビデオへの出演契約を意に反して締結させられ、これを拒否したとされる女性が、契約違反による違約金として2460万円を請求された訴訟の判決が、2015年9月に確定した。
東京地方裁判所の判決によれば、当該女性は高校在学中にタレントとしてスカウトされ、原告である会社と「営業委託契約」を締結した。しかしながら、意に反して露出度の高いグラビア撮影を強要され、20歳になった際、会社は無断でアダルトビデオへの出演を決定した。その後、出演後に改めてアダルトビデオの出演契約を結ばされたという。
これらの経緯による精神的な衝撃から、女性の体調は悪化した。アダルトビデオへの出演を拒否したところ、会社側から「違約金として1千万円を支払う必要がある」と告げられた。その後、女性が会社に対して契約解除を通告した結果、本件訴訟が提起されるに至った。
被告の担当弁護士は「高額の違約金で脅され、AV出演を強要される事例は多い。重大な人権侵害だ」と述べている。判決で裁判官は「（AV女優は）本人の意に反して強要できない性質の仕事だ」として原告の請求を棄却した。
これらの事件を踏まえ、日本では2017年にAV人権倫理機構が設立された。

## アダルトモデルとしての活動
AV女優はAV出演が本業となる業種であるが、表立ってヌードを生業とする職種が少ないことから、黎明期よりアダルトモデル、ヌードモデルとしても活動する人物が多い。1990年代前半に起こったヘアヌードブームの中心こそ一般女優やアイドルタレントであったものの、当時から桜樹ルイ、憂木瞳などが写真集を出版していた。インターネットでいくらでもヌード画像が見られるようになると、AV女優の写真集は消えた。2015年には年間37冊、2022年は93冊と、AV女優がモデルを務めるヌード写真集は徐々に増加傾向にある。
ジーオーティーの編集者・滑川博士は売り上げが計算できる、AV女優やプロダクションにとってもモチベーションが高まるステータスとなっていることなどを理由に挙げている。2010年ごろからAV女優がモデルを務めるヌードデッサン用の「ヌードポーズブック」も各社から発売されている。
日本のAV女優のアジア圏での人気の高さから、昨今では海外向けにも少しずつではあるが製作されており、一般書籍や漫画と比べ翻訳コストがほとんどないのがメリットと指摘している。

## 引退とその後
AV女優はその職業の性質上、おおよそ若く、性交経験が少ない、濡れやすい人が商品価値が高い。このため将来の保証は少ない職業であり、その職業としての寿命は一般的にはあまり長くない。AV女優の職業意識に疑問が呈される向きもある。
人気が落ちると、契約更新が行われなくなるか、出演依頼が来なくなり引退となるが、そういったケースでなくとも、契約更改時の待遇悪化（あるいは企画落ち）・身内にばれたり・目標としていた貯金額の達成・撮影が過激になりすぎた、などを理由に引退を選ぶケースも見られる。デビューするときはデビュー作が用意されている女優は多いが、引退作があるのは一部の人気女優だけであり、ほとんどは何の告知もなく姿を消している。
専属女優は引退作を撮り終え発売の5か月ほど前に、それ以外は情報解禁となる2か月ほど前に引退を発表することが多い。名前を変えて再デビューする事も多々ある。
AV業界黎明期には一般的なものではなかったインターネットの普及や匿名掲示板の登場と共に、AV女優としての活動が家族や知人に露見するいわゆる「身内バレ」や、インターネット上で本名・実際の生年月日・居住地・通学先・勤務先などといった個人情報やプライバシーが晒され露見したことなどをきっかけに、AV女優が契約期間内であっても活動停止したり、引退に追い込まれるケースが多く見られるようになった。現役大学生がデビュー作の発売直前に通学先を暴露されて発売中止となった事例もある。このようなインターネット上での「暴露」が起きた際に、AV女優本人やAVメーカーがその内容について事実であると認めたことは無いが、実際に数多くのAV女優がこのようなことが起きたのを境に、活動を停止したり引退をしている。
2018年のAV人権倫理機構設立以降、出演作品の削除申請、二次使用料の受け取りが認められている。2019年5月から発売されたオムニバスや総集編における二次使用料が認められた。ただし、2022年に施行されたAV出演被害防止・救済法により、総集編も事前の契約が必須となり、作るのが困難になった。
AV女優が所属事務所を変更して活動を再開させる場合、事務所との契約上、それまで使用していた芸名は、基本的には使えない（芸名変更）慣例があるが、例外もある。元女優で漫画家の峰なゆかはこの風習を「仁義」と理由を説明しつつも「誰にも得がない業界の慣例」「早い話がただの嫌がらせ」であると作品内で批判している。
引退後はソープランドなどの性風俗産業へと転じていく者も多い。この場合、元AV女優という肩書きが付加価値として働く。残りは大半が一般人に戻るが、AVメーカーの広報あるいは撮影現場やプロダクションのマネージャーといった職もあり、名前と経歴を生かしてフリーライターへの転身なども見られる。後述のように知名度を生かして女優やタレントへの転身も少なくない。元AV女優でライターのたかなし亜妖は平成後期以降、SNSの発達もあり、知名度を生かしたセカンドキャリアが築きやすくなったとしている。

## 淫乱ブーム

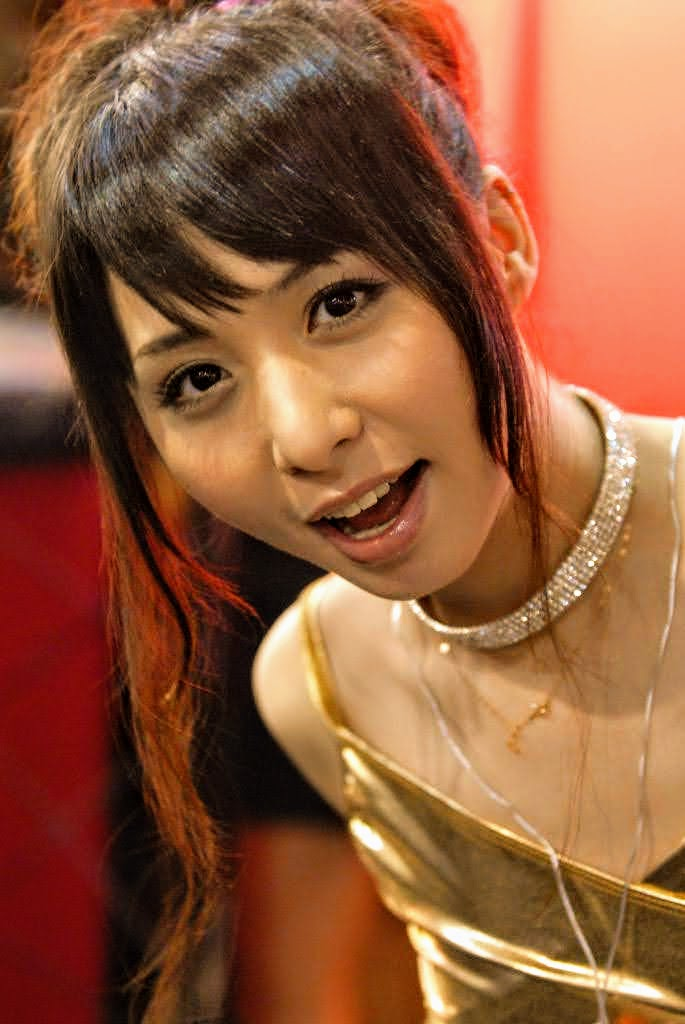
晶エリー（別名：大沢佑香、新井エリー）。レズプレイをはじめ様々なハードプレイをこなした。

1987年から1989年、AV業界では「淫乱ブーム」があった。それまでは、女性はされる側・受け手の側であったものが、自ら積極的に性的快楽を求めるようなAVがブームとなった。藤木TDCは、その前段階として1986年頃から起こった、激しいセックスの最中に自らの快楽を笛をプープー吹くことで現すという作品「SMっぽいの好き」で著名な黒木香のブームがあったのではないかと主張している。
代表例としては豊丸が挙げられる。彼女のデビュー作は1989年5月、『吸淫力 - 史上最強のワイセツ』。膣に大根を挿入しアナルセックスまでこなし、自らも感じるという作品である。豊丸は淫猥な演技で人気を博し、1988年には20本以上のAVに出演する。文献ではその他、淫乱の嚆矢となった咲田葵『いんらんパフォーマンス GINZAカリカリ娘』（1987年5月）、膣にバイブを7本挿入するというプレイを見せた亜利沙、痙攣失神・潮吹きの沖田ゆかりなどが紹介されている。潮吹きは1990年代以降、アダルトビデオの1つの要素として確立された。

## 一般芸能界との関連
もともとは、ヌードモデルと言われていた頃は芸能人やタレントの扱いではなかったが、1990年代以降は深夜放送のドラマやバラエティ番組やコントなどのセクシーシーンにAV女優がレギュラーやゲストで出演することが多くなり、以後はAV女優のタレント化・アイドル化が進んだ。お色気番組としての代表格である『ギルガメッシュないと』や『殿様のフェロモン』などがあり、それらの番組にもAV女優が出演することで知名度を上げていた。
一般芸能界で最も成功した例として、その成功によってAV女優の地位や認知度を向上させた飯島愛や黒木香らが挙げられるが、この2人の他にも及川奈央が子供向け特撮番組やNHK大河ドラマに出演するなど大きな活躍を見せ、その後2008年以降はAV女優を中心に構成されたユニット恵比寿マスカッツ➝恵比寿★マスカッツ➝恵比寿マスカッツ1.5が人気を得た。
執筆した小説が映画化・漫画化されたほか、舞台・映画の主演などを行うみひろ、海賊版の流通をきっかけに香港・中国・台湾で大きな人気となっている蒼井そらや小澤マリアなども活躍している。文春オンライン編集部ではAV女優＝日陰者のイメージを変えた先駆者として、前述の及川の名を挙げている。
MUTEKIレーベルが設立された2008年以降は、有名芸能人・著名人のAV女優転身が増加しているほか、元AV女優の一般芸能界進出も拡大している。
2010年代以降は、各テレビ局におけるコンプライアンスの観点から従来型のセクシーさで地上波進出する者は激減したものの、明日花キララが「女性が美容整形でなりたい芸能人・有名人顔ランキング」で一般の女性有名人を抑えて1位を獲得し、三上悠亜や橋本ありならもSNSを中心にファッションアイコンとして女性から知名度を得ている。以後、AV女優自体が女性層（ファン）をターゲットに売り出される傾向が強くなってきている。そのため、彼女たちを呼称する際に女性から不快感や嫌悪感を持たれやすいAVに代わり、メディアでは「セクシー女優」または「モンロー女優」と称される（それ以前の時代は「AVギャル」と称されていた）。かつてはアイドルや女優として活動が行き詰まった者や、引退した芸能人がAV女優としてデビューするケースが目立ったが、2020年代以降はAV女優になるためにアイドル活動などの芸能活動を登竜門としてAV女優へ転向するケース、ステップアップとしてAV女優を選択するケース、および短期間のグラビアアイドル活動を経てAV女優に転身するケースも増えている。
このようにAV女優の存在・活躍が変化してきている。従来型のAV女優は日陰者的存在でありながらテレビ番組（主にお色気番組）に出演することで個々の活動や作品などを宣伝して知名度上げていかなければならなかったのに対し、現在ではSNSなどの普及やAV自体が世間に認知されたことによってルックス・華やかな私生活・人間性などを自分から情報発信できるようになり、AVを見たことがなくても身近な存在として彼女たちを知れる時代になったことが理由として挙げられる。

## 賞イベント
AV女優を対象とした賞イベントを以下にまとめる。出演した作品が受賞することによりその関連で表彰される、いわゆる作品賞もまとめる。
- ピンク大賞
- スカパー!アダルト放送大賞
- 東京スポーツ映画大賞(エンタテイメント賞)→AV OPEN〜あなたが決める!セルアダルトビデオ日本一決定戦〜（AVグランプリ（2008 - 2009を含む））
- FANZAアダルトアワード
- このエロVRがすごい!

## AV女優のカテゴリー

### 単体女優（専属女優）

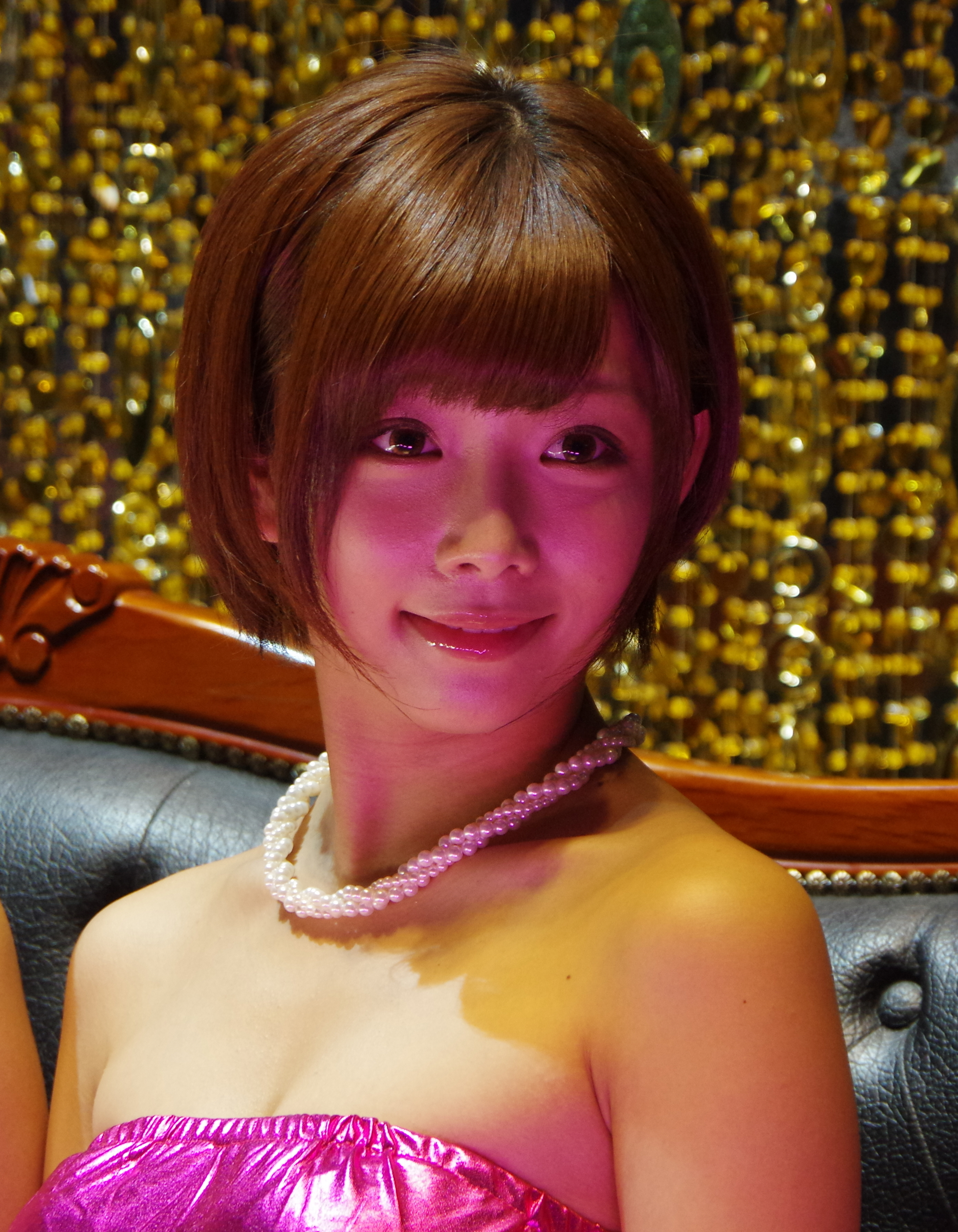
紗倉まな　SOD star専属

特定のメーカーと月1本リリースで、複数本（例えば6本～）あるいは数年の長期の契約を持つケースで、（メーカー名）専属女優、（メーカー名）専属と呼ばれる。単に専属女優とも呼ばれる。AV女優の中で最もランクが高いとされ、その女優の持つ外見・魅力・人気・知名度などで十分なヒットを見込める。
メーカーとの契約が何らかのかたちで更新されず、現役を続行する場合、女優は原則として企画単体となり、これを企画落ちと影で揶揄される場合もある（ただし、出演作を増やしたい、メーカーに拘束されるのを嫌って自由に活動したい、様々なメーカーの作品に出て出演ジャンルを広げたいなどの理由で新人・若手女優を中心に自ら企画単体女優に転身する女優も多い）。契約切れとともに他メーカーに移籍する（WILL系からWILL系への移籍の場合が多い）女優もおり、一方でNGを解禁しないまま引退する女優もいる。
2022年時点の傾向として、NGプレイ解禁は増やせない、コスプレやプレイ内容の変化にも限度があることから、専属女優はプレイ以外でバリエーションが増やせるドラマ作品が多くなり、それに対応できる演技力の素養が長く続ける条件となっている。2025年時点では容姿だけでは専属とはなれず、人前に出た時に粗相なくふるまえるかも重要事項となっている。
出演料は比較的高額で、中村（2012）によれば、1本あたり100 - 350万円、東村（2012）によれば50万円からである。いずれもプロダクションに支払われる出演料であり、AV女優の手に渡る金額はこれの数割。金額は撮影内容と契約により大きく異なる。
ライターのたかなしは「月給制のセクシー女優」と説明。ひとつのメーカに尽くす点を含め、一般的な会社員に似た働き方と例え、容姿や経歴など期待値に比例してギャラも高くなり、一方で作品の売れ行きにより契約金や期間の見直しも適宜行われると記述。2022年時点で月収300万円はいないと断言しないが極めて少なく、手取り70万から100万円であれば優秀とされる。
メーカーやレーベルの看板となることから大事に扱われ、顔やスタイルを認められた証しでもあるため、減額更新してでも専属にこだわる女優もいる。新人で単体女優と企画女優の提示がどちらもあれば、よほどの悪条件でない限りプロダクション側も専属を勧める。前述のたかなしは専属の肩書のために1本30万円台で契約を交わす場合もあるとしている。
2005年～2007年頃には麻美ゆまや佐山愛等がアリスJAPANとエスワン等、メーカーの垣根（ビデ倫とインディーズ）を越えたダブル契約が行われ、一人の女優につき月二本ずつリリースされていた。2024年下半期FANZA女優ランキングでは上位100位中7割が専属女優であったが、専属女優56人中14人がここ数年で多くなった「複数メーカー専属女優」（WILLはダブル専属、トリプル専属と呼称）となっており、AV新法の影響によりキカタン上がりのWILL系列によるダブル専属、トリプル専属女優も同年11月の松本いちかの専属転身位から急激に増えたが、契約期間中に他メーカーから作品がリリースされる事も多く、専属の名前が形骸化しており、月刊FANZAも専属とキカタンの境目が薄くなっており、単体女優は単に「メーカーと専属契約を結んでいるAV女優」を指す言葉となってきている。
なお、枢木あおいが2023年5月から引退までの1年間S-Cute専属女優になったり、彩奈リナが2024年7月からタカラ映像専属女優になったり、KMPが2025年8月の乙アリスを皮切りに3名とMillionとの専属契約を結んだりとキカタン上がりの非WILL系専属女優も存在する。
ビニ本の世界では1980年頃、「単体モデル」「単品モデル」の語が既に使われていた。藤木 (2009) によれば、この場合は女性が一人で登場し、男性との絡みが無いという意味での単体であり、そうでない女優が出演するビニ本は「カラミ本」と呼ぶ。AVの単体とは異なり、いずれの場合にせよ女優は一人である。

### 企画単体女優

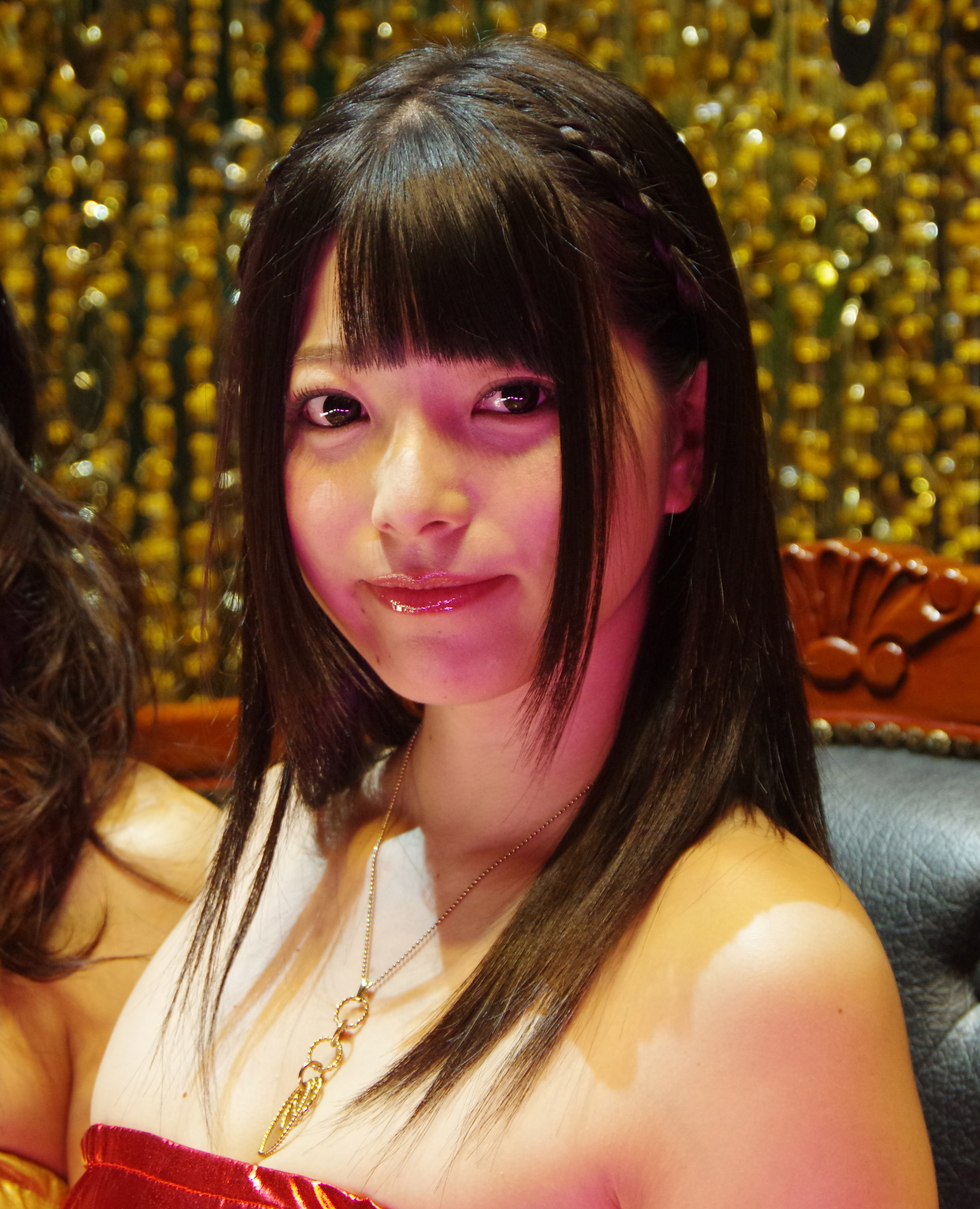
上原亜衣　企画単体女優

後述の企画女優の中でも単体女優並みに人気が出て、出演依頼が集中し多くの作品に無制限で出演する場合があり、このような女優を企画単体女優（略称：キカタン）と呼ぶ。1998年 - 2002年頃にセルビデオのブーム・メーカー急増と時を同じくして登場した。企画単体女優もその女優を主役として商業が成立するのであるが、特定メーカーとの複数本・長期の契約を持たずく1本単位の契約であり（いわゆる歩合制）、2012年現在日本のAV業界ではこの企画単体女優の作品を軸として商品を展開している。AV女優全体の15 - 20%を企画単体女優が占める。名の知られた専属女優が枠から外れ転身する場合も多い（逆に人気を獲得した企画単体女優が専属女優に転身する事もあり、例えば、2011年から16年にかけてのキカタン女優ブームの主要女優のうち成瀬心美、つぼみがブームの途中で初美沙希がブーム終了後にそれぞれ専属女優に転身している。また、2017年デビュー組のうち2019年にキカタン女優としてブレイクした深田えいみ、美谷朱里、星奈あい、枢木あおいの4人は最終的に全員専属女優に転身している）。
2000年代初頭はキカタン女優がブームとなり、代表例は長瀬愛、堤さやか、笠木忍、桃井望などで、前記4人はインディーズ四天王などと呼ばれた。特に、長瀬は2001年に企画女優として初めてオレンジ通信AVアイドル賞を受賞し、この年の同賞ベスト10には2位の笠木、6位七瀬ななみ、9位桃井、10位長谷川留美子と企画女優が5人ランクインした。この現象を受けて企画女優でも名前で作品が売れるようになった女優をキカタンと専門誌などで呼称するようになった。
その後、2011年から16年にかけてもキカタン女優がブームになり代表例は成瀬心美、つぼみ、大槻ひびき、波多野結衣、上原亜衣、初美沙希などがいる。ブーム期間内のスカパー!アダルト放送大賞女優賞を2012年に成瀬、2013年にさとう遥希、2014年に波多野、2016年に初美、ブーム終了後の2017年にAIKAがそれぞれ受賞した。また、2014年から始まったDMM.R18アダルトアワード（現・FANZAアダルトアワード）において、最優秀女優賞を2014年に上原（最優秀女優賞プラチナ）、2015年に湊莉久、2016年に大槻がそれぞれ受賞した。
出演料は中村 (2012) によれば30 - 80万円（日当）、村西 (2011) によれば10万円（ただし、いずれもプロダクションに支払われる出演料であり、AV女優の手に渡る金額はこれの数割）。たかなしによれば15万 - 40万前後、平均20万円が相場とされる。
専属女優と異なり出演依頼さえあれば制限無く出演できるため、一度火が点くと、爆発的な人気を得、月産20本リリースを越える場合がある。代表的な例を述べると、朝河蘭が2年で516本（月21本）、桃井望が2年で160本（月6本）、長瀬愛が3年で120本（月3本）、笠木忍が6年で200本（月2.7本）、大槻ひびきが17年で1300本（月6.4本）といった具合である。特に、1998年 - 2002年の企画単体登場初期にこのような多出演が多く見られた。
2010年以降は営業イベント集客力の高い女優は出演依頼に跳ね返り、発売本数が維持されるうちにヒット企画に巡り合い再ブレイクする事例も増えている。AVライターのいんごまは、このケースの代表例としてて波多野結衣、大槻ひびき、浜崎真緒らを挙げている。
専属女優が契約した固定ギャラ支給なのに対し、企画単体女優は1本ずつの出演料が発生するため、広報活動、芸能活動や執筆料も別途請求でき、プロダクションによるものの給与体系が専属女優よりも明瞭であることも多い。またメーカー主催のイベントなどはたとえ出演料の単価が安くても専属女優がほぼ強制的に参加という状態なのに対し、企画単体であればメーカーの拘束がないためイベント、撮影、休暇の選択も可能である。
たかなし亜妖は2022年時点の状況として、かつては企画単体女優と企画女優は明確に線引きがされていたが、企画作品で単体を張れる女優も素人作品やその他大勢作品に出演していることを踏まえ、垣根はなくなっており、名前が大きく出るか出ないか作品ごとの扱いでしかなくなっており、企画単体と企画に分ける必要がなくなってきている。一度火が付けば、他メーカーからオファーが続出する点は変わらないものの、AV新法以後は撮影から商品リリースまでが半年後となり、タイムラグが生じるようになった面もある。ただし、2024年2月時点では単体女優より販売本数を捌ける企画単体女優の方が多い。
2025年8月現在、松本いちか、倉本すみれ、美園和花などある程度人気が出た中堅・ベテラン企画単体女優は専属女優に転身することが基本となり（ただしメーカーに拘束されるを嫌う等の理由で専属のオファーを断る女優もいる）、中堅・ベテランの数が激減し、逢沢みゆ、北岡果林などを中心とした新人・若手女優主体に変わってきている。また、企画単体女優は「単体女優を目指す企画女優」を指す言葉としても使われ始めている。

### 企画女優
企画女優はAV制作側の作品コンセプトに沿ってカメラの前でセックスを行う。多くの女性の中の一人として出演する。パッケージで名前が推されることすら稀で（1人だけの出演でも珍しくない他、最初から芸名自体設定されていないこともある）、女優の質や知名度だけでは客を呼べない状態である。名前が出ないことは親などの知人にAV出演がバレにくいことでもあり、その点から自ら企画女優になる場合もある。AV女優全体の80 - 90%はこの企画女優である。
一般メディアに顔出しNG（パブ禁）の女優も多く存在し、SOD立ち上げ当初の高橋がなりはこの初歩的ルールを知らずに撮影現場に記者を集めてしまったがため、女優にサングラスをかけさせ撮影する手法も編み出した。
出演料は中村 (2012) によれば15 - 25万円（日当）、村西 (2011) によれば5 - 6万円（ただし、いずれもプロダクションに支払われる出演料であり、AV女優の手に渡る金額はこれの数割）。たかなしは1本5万 - 10万円が相場と記述。
著名な女優が出ていると作品からリアリティが消えるため、「素人もの」作品では企画女優を起用することが多く、企画女優も「割のいいアルバイト」感覚でで出演する者が多い。一方で企画単体女優との共演などから火が付き、追い上げるケースもある。代表例として2019年年間ビデオランキング1位となった『ボーイッシュで男友達みたいな彼女は隠れ巨乳でした』（ブロッコリー/妄想族）は当時無名の佐藤りこが無記名で出演した作品であった。
2025年8月現在、AV新法の影響などで素人ものに出演している女優は本当の素人女性がAVに出演することはありえないことが一般に広く知られるようになり、「無理に素人っぽい企画女優にオファーするより、多少名前は知られていてもビジュアルもスタイルも良いキカタン女優にオファーしたほうが良い」と考えるメーカーも増えてきて、企画女優も専属女優や企画単体女優並みのビジュアルを求められるようになった影響も重なり、企画女優の活躍の場が企画単体女優にかなり奪われており、企画単体と企画に分ける必要がなくなってきている。

### エキストラ女優
2010年代からは派生としてエキストラ女優の分野も生まれた。ドラマの展開上必要な姉妹、母親役やいじめ役、友人役などの役回りを担う女優のこと。由来は台本上に「ex」と記述されることからであり、必ずしもエキストラ俳優と同義ではない。
契約上、男優との絡み、脱ぐシーンは無い事が多く、企画女優同様パッケージや販売サイトに名前も表示されない（例外多数あり）。多くは事務所単位で声がかかるが、一定の演技力が必要不可欠であることから、監督やプロデューサー側から指名されることもあり、朝霧浄作品などでは一般ドラマ作品同様にエンディング後に出演者名が表記された。真咲南朋監督作品では指名した場合「助演女優」と呼ぶなど、いわゆる企画女優と差別化が図られている。えこのみぃ、新城きっか、有馬ひかり等がメディア出演などで取り上げられた。2019年の真咲主催イベントでは星あんず、水城奈緒、涼南佳奈、藤波さとりの4名が代表的助演女優として出演した。

### 本番女優・疑似女優
日本にAVが発生したのは1981年、一般家庭にビデオデッキが普及しブームとなるのはおおよそ1982年以降となる。当時の人気女優に『ドキュメント ザ・オナニーPART2 女優・田口ゆかり』など約40本の表ビデオと10冊の裏本、その他裏ビデオにも出演し「裏ビデオの女王」と呼ばれた田口ゆかりがいる。
当時はビデ倫のモザイクが非常に濃かったこともあり、モザイクの向こうで本番行為、すなわち陰茎の膣への挿入が行われていないことは半ば当たり前であった。特に、ルックスが良くランクの高い女優にとってこれが当てはまる。東良美季は『別冊宝島211 1億人のAV』で「当時は<本番>と言えば<SM>や<スカトロ>とさほど変わらない、かなりキワモノ的な行為だったのだ」と語っている。
ただし、これには「モデルプロダクション側の意向」もあったとも言われている。プロダクションは女優が人気を博せば通常の芸能界への売り込みを考えており、そのため質の高い女優には本番などのプレイを行わせることは良しとしなかったとされる。
ある人気AV女優は1986年、男性誌GOROでのインタビューで堂々と、撮影時には（モザイクの向こうでは）前張りを付けている、フェラチオ時には（モザイクの向こうでは）ガムテープで作られた物体を使用している、本番はやりません、などと答えた。実際は本番をせずに本番をしているように見せる行為は、疑似本番と呼ばれるようになった。「本番行為はワンランク下とされる女優の仕事」と見なされる傾向があった。
疑似本番の全盛にも転機が訪れる。その一つとしてAV監督村西とおるの登場が挙げられる。彼はある時期より作品の中身が性行為・本番行為しか無いというビデオを、月産6本という勢いで量産する。これは海外ロケのスケジュールの都合上、演出のこだわりや撮り直しが行えなかったという事情もあるが、SMドキュメントシリーズなどは大ヒットし、本番ビデオは市民権を得た。
もう一つは1993年以降に発生したセルビデオブーム（セルビデオと共に登場したビデ倫に捕らわれないシースルービデオ・薄消しの概念の一般化）である。モザイクのかけられる面積は小さくなり、モザイクの一辺も小さくなり（2000年以降には一辺1mm以下などという最早丸見えのものもあった。ただし、大規模には流通しなかった）、透過性が増した。そのため、疑似本番でごまかせず本番を行うようになった。ビデ倫の強かったレンタル業界では疑似本番女優が多くいたが、彼女たちはセルビデオで用いられることはなかった。
1998年にはセルビデオ専属女優の森下くるみがデビューしてソフト・オン・デマンドで活躍し、レンタル女優のセル流出を加速させた。

### 長期専属女優
※ 2025年1月時点（発表済みのリリース予定も含む）、パッケージに「専属」表記があり、各メーカー専属女優の中でも専属状態が2年を超える女優をまとめる。太文字は2社専属以上、斜体字はメーカーデビュー、「復」は専属復帰。
| グループ | メーカー   | レーベル   | 女優（期間） |
| -------- | ---------- | ---------- | --- |
| WILL     | Madonna    | 多数       | 大島優香（2015年2月-） 友田真希（2016年8月-2024年9月停） 一色桃子（2016年12月-） 水戸かな（2017年11月-） 北条麻妃（2019年4月-） 神宮寺ナオ（2019年6月-） 木下凛々子（2020年3月-） 白石茉莉奈（2020年3月-） 愛弓りょう（2021年6月復-） 栗山莉緒（2021年12月-） 一乃あおい（2022年3月-） 佐田茉莉子（2022年4月-）上羽絢（2022年5月-） 藤かんな（2022年7月-） 流川はる香（2022年8月-） 明里つむぎ（2022年11月-） |
| WILL     | S1         | S1         | 夢乃あいか（2013年5月-） 奥田咲（2013年8月-） 葵つかさ（2015年6月-2024年9月停） 河北彩花（2018年4月-） miru（2018年8月-） 鷲尾めい（2019年4月-） 七ツ森りり（2020年8月-） 凪ひかる（2020年10月-） 楓ふうあ（2021年8月-） 兒玉七海（2021年9月-） 花アリス（2022年5月-）未歩なな（2022年6月-） 浅野こころ（2023年3月-）                                                                                         |
| WILL     | MOODYZ     | DiVA       | 七沢みあ（2017年11月-） 水卜さくら（2018年2月-） 中山ふみか（2019年12月-） 八木奈々（2019年12月-） 神宮寺ナオ（2020年5月-） 小野六花（2020年5月-） 葵いぶき（2020年7月-） 石原希望（2020年11月-） 石川澪（2021年10月-） 宮下玲奈（2022年4月-） 九野ひなの（2022年9月-2024年9月停） 新ありな（2022年9月-2025年12月引退予定）                                                                                   |
| WILL     | IDEAPOCKET | 多数       | 桃乃木かな（2015年10月-） 西宮ゆめ（2016年9月-） 桜空もも（2017年5月-） 明里つむぎ（2019年5月復-） 希島あいり（2020年2月復-2025年8月引退予定） 古川ほのか（2022年5月-） |
| WILL     | kawaii*    | kawaii*    | 伊藤舞雪（2018年3月-） 日向なつ（2021年6月-） 設楽ゆうひ（2021年12月-） 千石もなか（2022年7月-） |
| WILL     | ATTACKERS  | 多数       | 夏目彩春（2017年1月復-） 希島あいり（2021年10月-2025年8月引退予定） 三宮つばき（2022年2月-） 白峰ミウ（2022年5月-） |
| WILL     | Fitch      | Precius    | 桃園怜奈（2016年1月-） 北野未奈（2022年6月-） 菊乃らん（2023年5月-） |
| WILL     | PREMIUM    | エレガンス | 山岸あや花（2017年7月-） 楪カレン（2021年11月-） 白峰ミウ（2023年5月-） |
| WILL     | 本中       | 本中       | 美谷朱音（2020年5月-2025年7月引退予定） 北野未奈（2022年6月-） 東條なつ（2023年3月-） |
| WILL     | WANZ       | WANZ       | JULIA（2018年5月-） 佐山愛（2021年2月-） |
| WILL     | ダスッ!    | ダスッ!    | 美谷朱音（2020年5月-2025年7月引退予定） 池田マリナ（2022年8月-） |
| WILL     | OPPAI      | OPPAI      | 楪カレン（2021年5月-） |
| WILL     | M's        | M's        | 根尾あかり（2022年1月-） |
| SOD      | SODcreate  | SODstar    | 紗倉まな（2012年2月-） 小倉由菜（2017年12月-） 本庄鈴（2018年4月-） 唯井まひろ（2018年6月-） 青空ひかり（2019年10月-） 夏目響（2020年4月-） 宮島めい（2020年7月-） MINAMO（2021年6月-） 神木麗（2022年4月-） 恋渕ももな（2022年4月-） 小湊よつ葉（2022年6月-） 星乃莉子（2022年10月-） |
| FALENO   | FALENO     | FALENOstar | 吉高寧々（2020年2月-） 天使もえ（2020年4月-2025年6月引退予定） 時田亜美（2021年11月-） 三葉ちはる（2022年9月-） 善場まみ（2023年5月-） |
| FALENO   | FALENO     | DAHLIA     | 美乃すずめ （2021年3月-） |
| PRESTIGE | PRESTIGE   | 多数       | 鈴村あいり（2013年2月-） 河合あすな（2018年2月-） 野々浦暖（2019年2月-） 涼森れむ（2019年4月-） 八掛うみ（2020年11月-） 七嶋舞（2021年6月-） 流川夕（2021年11月-） |

### リリースの多い女優
※2025年8月時点、FANZA検索結果を基準とする。太字女優は現時点での総作品数10位以内。
| デビュー | 女優名     | 所属事務所                   | 女優カテゴリ                          | 作品数 通販/VR | 備考                                                       |
| -------- | ---------- | ---------------------------- | ------------------------------------- | -------------- | ---------------------------------------------------------- |
| 1997年   | 風間ゆみ   | capsule AGENCY               | 専属（Madonna）                       | 3,553/29       |                                                            |
| 2002年   | 友田真希   | スタークラフト               | 専属（Madonna）                       | 1,140/14       |                                                            |
| 2004年   | 川上ゆう   | y's promotion                | 熟女系企画単体                        | 3,194/52       |                                                            |
| 2005年   | 村上涼子   | サンプロ                     | 熟女系企画単体                        | 1,685/5        |                                                            |
| 2005年   | 翔田千里   | RHYTHM PROMOTION             | 熟女系企画単体                        | 2,431/6        |                                                            |
| 2005年   | 晶エリー   | T-POWERS                     | 企画単体                              | 1,267/67       |                                                            |
| 2005年   | 君島みお   | T-POWERS                     | 企画単体                              | 1,438/31       |                                                            |
| 2006年   | つぼみ     | Excelia Promotion            | 専属（MOODYZ、WANZ）                  | 1,968/34       | 2022年4月引退。                                            |
| 2006年   | 北条麻妃   | フリー                       | 専属（Madonna）                       | 1,962/11       |                                                            |
| 2006年   | 浜崎りお   | オフィスオールドクルー       | 企画単体                              | 1,052          | 2011年10月引退。                                           |
| 2007年   | 広瀬奈々美 | T-POWERS                     | 企画単体                              | 1,262          | 引退                                                       |
| 2007年   | 水城奈緒   | T-POWERS                     | 企画単体                              | 1,049/20       | 休業                                                       |
| 2008年   | 澤村レイコ | capsule AGENCY               | 熟女系企画単体                        | 2,378/18       |                                                            |
| 2008年   | 羽田希     | ファーストプロモーション     | 企画単体                              | 1,533/53       | 2022年1月引退。                                            |
| 2008年   | 波多野結衣 | T-POWERS                     | 企画単体                              | 4,271/221      |                                                            |
| 2008年   | 大槻ひびき | T-POWERS                     | 企画単体                              | 2,771/205      |                                                            |
| 2009年   | 成瀬心美   | T-POWERS                     | 専属（宇宙企画）                      | 941            | 2013年3月AV引退。 現在はタレント・歌手活動。               |
| 2009年   | 北川エリカ | オールプロモーション         | 企画単体                              | 1,118/60       | 2019年4月AV引退。 現在はタレント活動。                     |
| 2009年   | 椎名ゆな   | C-more ENTERTAINMENT         | 専属（Madonna）                       | 982/2          |                                                            |
| 2009年   | 友田彩也香 | Diaz Group                   | 企画単体                              | 942/46         |                                                            |
| 2010年   | 結城みさ   | -                            | 熟女系企画単体                        | 1,517          | 2013年12月引退。                                           |
| 2010年   | 篠田あゆみ |                              | 熟女系企画単体                        | 1,537/6        | 2016年引退。                                               |
| 2010年   | JULIA      | C-more ENTERTAINMENT         | 専属（WILL）                          | 1,427/6        |                                                            |
| 2010年   | 篠田ゆう   | T-POWERS                     | 専属（Madonna）                       | 2,206/148      | 2023年引退。                                               |
| 2011年   | さとう遥希 | ロータスグループ             | 企画単体                              | 856            | 2014年11月引退。                                           |
| 2011年   | AIKA       | T-POWERS                     | 企画単体                              | 1,650/194      |                                                            |
| 2011年   | 真木今日子 | LINX                         | 企画単体                              | 1,071/67       |                                                            |
| 2012年   | 小早川怜子 | capsule AGENCY               | 熟女系企画単体                        | 1,774/29       |                                                            |
| 2012年   | 倉多まお   | ニューゲート                 | 企画単体                              | 1,101/236      |                                                            |
| 2012年   | 春原未来   | BELLTECH                     | 企画単体                              | 1,092/50       |                                                            |
| 2012年   | 蓮実クレア | GIRLULEPRO                   | 企画単体                              | 1,862/224      | 2022年9月引退。 2025年12月以降復帰予定。                   |
| 2012年   | 浜崎真緒   | ファンタスタープロモーション | 企画単体                              | 2,314/283      | 2024年9月引退。 現在はDJ活動。                             |
| 2012年   | 森沢かな   | T-POWERS                     | 企画単体                              | 1,652/154      |                                                            |
| 2013年   | 水野朝陽   | C-more ENTERTAINMENT         | 専属（Madonna）                       | 1,697/48       |                                                            |
| 2013年   | 乙アリス   | エルプロモーション           | 専属（Million）                       | 895/192        |                                                            |
| 2013年   | 紺野ひかる | ファンタスタープロモーション | 企画単体                              | 893/181        |                                                            |
| 2014年   | 麻里梨夏   | C-more ENTERTAINMENT         | 専属（本中）                          | 1,032/124      | 2020年1月1度目の引退。 2021年1月復帰。 2021年9月完全引退。 |
| 2014年   | 美咲かんな | GG                           | 企画単体                              | 661/214        |                                                            |
| 2014年   | 橘メアリー | LIGHT                        | 専属（ダスッ!、マドンナ）             | 586/79         | 2026年5月AV引退予定。 DJ・歌手活動は継続予定。             |
| 2015年   | 佐々木あき | オールプロモーション         | 熟女系企画単体                        | 1,028/49       | 2019年4月引退。                                            |
| 2015年   | あおいれな | Mine’S                       | 企画単体                              | 1,237/293      | 2021年12月AV引退。 現在はAV監督として活動。                |
| 2015年   | 向井藍     | エベレスト                   | 専属（アタッカーズ）                  | 960/74         |                                                            |
| 2016年   | 新村あかり | ボディコーポレーション       | 専属（Fitch）                         | 1,280/202      |                                                            |
| 2016年   | 栄川乃亜   | ライフプロモーション         | 企画単体                              | 672/80         | ライフプロモーション取締役。 2026年7月引退予定。           |
| 2016年   | 紗々原ゆり | GG                           | 企画単体                              | 589/28         |                                                            |
| 2017年   | 枢木あおい | LIGHT                        | 専属（S-Cute）                        | 1,237/323      | 2024年5月AV引退。 現在はタレント・歌手活動。               |
| 2017年   | 美谷朱音   | リスタープロ                 | 専属（本中、ダスッ!）                 | 1,266/186      | 2025年7月引退。                                            |
| 2017年   | みひな     | Mine’S                       | 企画単体                              | 1,048/179      |                                                            |
| 2017年   | 深田えいみ | Mine’S                       | 専属（FALENO）                        | 1,125/100      | 実業家、DJとしても活動。                                   |
| 2017年   | 佐藤ののか | バンビプロモーション         | 企画単体                              | 912/288        | 2025年秋以降あきばももに改名予定                           |
| 2018年   | 美園和花   | ビーダッシュプロモーション   | 専属（MOODYZ、ダスッ!、アタッカーズ） | 1,023/287      |                                                            |
| 2018年   | 有村のぞみ | アトラクティブ               | 企画単体                              | 849/110        |                                                            |
| 2018年   | 皆月ひかる | バンビプロモーション         | 企画単体                              | 871/217        |                                                            |
| 2019年   | 渚みつき   | バンビプロモーション         | 企画単体                              | 1,380/233      | 2024年1月AV引退。 現在は2025年8月まで女優・モデル活動。    |
| 2019年   | 弥生みづき | LIGHT                        | 企画単体                              | 1,132/218      |                                                            |
| 2019年   | 松本いちか | LIGHT                        | 専属（MOODYZ）                        | 1,380/285      |                                                            |
| 2020年   | 木下ひまり | ACT ENTERTAINMENT            | 企画単体                              | 1,058/248      |                                                            |
| 2020年   | 姫咲はな   | ACT ENTERTAINMENT            | 専属（無垢、Fitch、？？？）           | 870/147        |                                                            |
| 2020年   | 沙月恵奈   | LINX                         | 企画単体                              | 738/227        |                                                            |